# Каргалы (Костанайская область)
Каргалы (каз. Қарғалы) — упраздненное село в Джангельдинском районе Костанайской области Казахстана. Входило в состав Амангельдинского сельского округа. Упразднено в 2017 г . Код КАТО — 394243300.

## Население
В 1999 году население села составляло 194 человека (97 мужчин и 97 женщин). По данным переписи 2009 года, в селе проживало 108 человек (77 мужчин и 31 женщина).